# Conjunt de Vitali
En matemàtiques, i concretament en teoria de conjunts, un conjunt de Vitali, {\displaystyle V\subseteq [0,1]}, és un conjunt que conté un únic punt de cada classe lateral de {\displaystyle \mathbb {Q} } a {\displaystyle \mathbb {R} }. Rep el seu nom en honor del matemàtic italià Giuseppe Vitali qui en va descriure el primer exemple el 1905. El teorema de Vitali demostra l'existència d'aquesta mena de conjunts. La construcció del conjunt depèn clarament de l'axioma d'elecció.
El conjunt de Vitali constitueix el primer exemple de conjunt de nombres reals que no és Lebesgue-mesurable i no existeix un sol conjunt de Vitali sinó una família no numerable de conjunts de Vitali.
La construcció del conjunt de Vitali es fa prenent un element de cadascuna de les classes d'equivalència definides a {\displaystyle \mathbb {R} } per la relació {\displaystyle \sim }, definida com {\displaystyle a\sim b\Longleftrightarrow (a-b)\in \mathbb {Q} }. Aquesta dependència de l'axioma d'elecció, va portar Robert Solovay a demostrar el 1970 que, en absència de l'axioma d'elecció, existeix un model de ZF en el qual, tots els subconjunts de {\displaystyle \mathbb {R} } son Lebesgue-mesurables.